# Capite censi
Capite censi (en latín, literalmente, "los censados o contados por cabezas" -per capita-) era una expresión usada en la Antigua Roma para designar una categoría social: la clase más baja de ciudadanos, que no tenían ninguna propiedad y por tanto no podían ser censados por ese criterio, sino solo por su propia persona. Inicialmente se asimilaban a los proletarii, pero posteriormente se distinguía a unos de otros (los proletarii debían tener una "propiedad apreciable", aunque siempre de menor valor a los once mil ases).
Cayo Mario, como parte de las Reformas de Mario del 105 a. C., permitió que los ciudadanos sin tierras pudieran entrar en el ejército romano, con lo cual ya no estaban obligados a tener propiedades para ello. Su situación económica les obligaba a convertirse en clientes de sus generales, y dependían de ellos para asegurarse una posición acomodada al término del prolongado servicio militar (recibiendo tierras, esclavos o pagos en metálico). Desde entonces los generales romanos estarían ligados a sus soldados, lo que llevó a la crisis de la República romana a través de las guerras civiles entre los ejércitos privados de los sucesivos "hombres fuertes" que se disputaban el poder (Mario y Sila, Pompeyo y César).